# Alberto Bazzoni

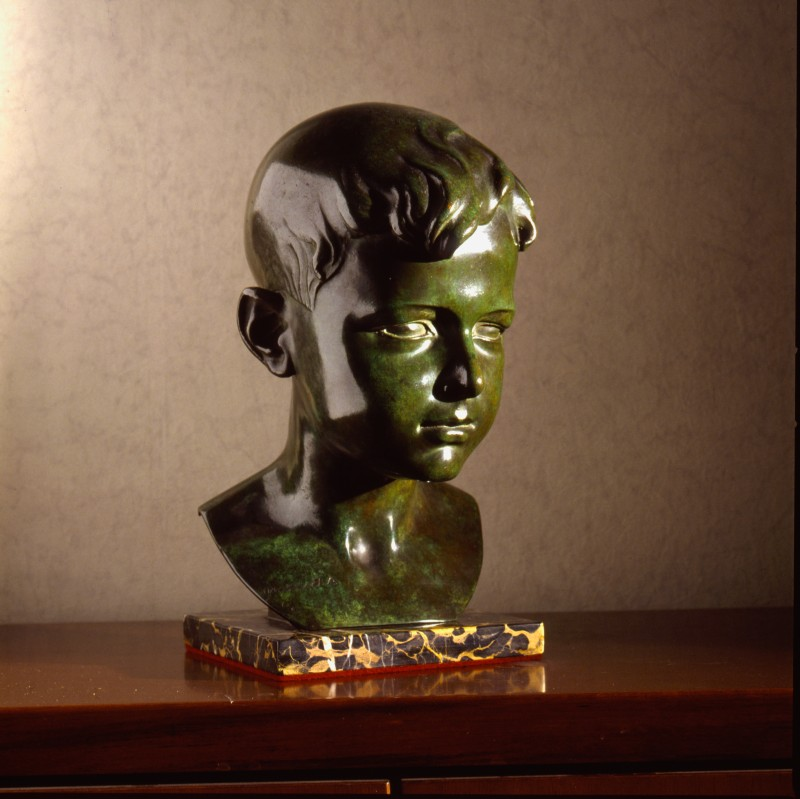
Testa di bimbo, 1940 (Fondazione Cariplo)

Alberto Bazzoni (San Nicomede, 24 marzo 1889 – Milano, 23 settembre 1973) è stato uno scultore italiano.

## Biografia
Tra il 1908 e il 1913 frequenta l'Accademia di Belle Arti di Parma. Partecipa alla Prima Guerra mondiale e, in seguito, si stabilisce in città. Realizza monumenti pubblici tra cui la fontana per la caserma di Reggio Emilia e i monumenti ai caduti di Fidenza e di Salsomaggiore. Nel 1926 si trasferisce a Milano dove prosegue la sua attività di scultore; influenzato dallo studio della statuaria romana, scolpisce la statua di Sant'Agostino per il Duomo, la tomba della moglie Bianca Bazzoni (nata Ziveri, deceduta il 18-9-1930) al Cimitero Monumentale, e una serie di statue e bassorilievi Archiviato il 5 marzo 2020 in Internet Archive. su larga scala nella Stazione di Milano Centrale. Dal 1936 è a Parigi dove rimane fino alla scoppio della guerra producendo bronzi di piccole dimensioni per i collezionisti privati. Dal 1946 al 1950 torna nella capitale francese e, in seguito, è di nuovo a Milano.